# 中央人民政府委员会委员
中央人民政府委员会委员是中华人民共和国中央人民政府委员会的组成人员。中央人民政府是1949年9月27日至1954年9月27日期间中华人民共和国行使国家权力并代表中华人民共和国政府的集体领导机关。1949年9月27日，中国人民政治协商会议第一届全体会议通过《中华人民共和国中央人民政府组织法》，其第二章规定，中央人民政府委员会由中国人民政治协商会议全体会议选举主席1人、副主席6人、委员56人，并由委员会互选秘书长1人共同组成。9月30日下午至晚间，中国人民政治协商会议第一届全体会议选举出中央人民政府委员会主席、副主席和委员人选。10月1日下午，中央人民政府委员会召开第一次会议，互选产生秘书长人选。1954年9月27日，第一届全国人民代表大会第一次会议选举并通过新的国家领导工作人员，中央人民政府委员会及其组成人员随之撤销。
中央人民政府委员会存续期间，其组成人员包括主席1人、副主席6人、委员56人（含秘书长1人），共计63人。其中，有3名女性，即宋庆龄（副主席）、何香凝、蔡畅；有4名少数民族，即赛福鼎·艾则孜（维吾尔族）、乌兰夫（蒙古族）、刘格平（回族）、李烛尘（土家族）；有3人在任内逝世，即高岗（副主席，1954年8月17日自杀身亡）、李锡九（1952年3月10日病逝）、李章达（1953年12月9日病逝）。63人分属11个政治团体，包括32名中国共产党党员、8名中国国民党革命委员会成员、1名中国国民党民主促进会成员、2名三民主义同志联合会成员、4名中国民主同盟盟员、2名中国民主建国会会员、1名中国民主促进会会员、2名中国农工民主党成员、2名中国致公党成员、1名中国人民救国会会员、8名无党派民主人士。

## 委员列表
下表列出中央人民政府委员会所有组成人员的姓名、生卒年、籍贯、任内所属政党、任内要职等信息，并按照1949年10月1日《人民日报》登载时的消息进行排序。下方仅有生卒年者表示此人为男性、汉族。
政党标示颜色
  中共 ·   民革 ·   民促 ·   民联 ·   民盟 ·   民建 ·   民进 ·   农工党 ·   致公党 ·   救国会 ·   无党派
| 排序                            | 姓名 （生卒年份）                        | 肖像                          | 籍貫                          | 政党                            | 政党                          | 任内要职 | 资料                          |
| 中央人民政府委员会主席（1人）   | 中央人民政府委员会主席（1人）            | 中央人民政府委员会主席（1人） | 中央人民政府委员会主席（1人） | 中央人民政府委员会主席（1人）   | 中央人民政府委员会主席（1人） | 中央人民政府委员会主席（1人） | 中央人民政府委员会主席（1人） |
| ------------------------------- | ---------------------------------------- | ----------------------------- | ----------------------------- | ------------------------------- | ----------------------------- | --- | ----------------------------- |
| 1                               | 毛泽东 （1893—1976）                     |                               | 湖南湘潭                      | 中国共产党                      |                               | 中国共产党中央委员会主席 中央人民政府人民革命军事委员会主席 中国人民政治协商会议全国委员会主席 中华人民共和国宪法起草委员会主席                                                                                 | [ 人 1 ]                      |
| 中央人民政府委员会副主席（6人） |                                          |                               |                               |                                 |                               | |                               |
| 1                               | 朱德 （1886—1976）                       |                               | 四川仪陇                      | 中国共产党                      |                               | 中国人民解放军总司令 中国共产党中央纪律检查委员会书记 | [ 人 2 ]                      |
| 2                               | 刘少奇 （1898—1969）                     |                               | 湖南宁乡                      | 中国共产党                      |                               | 中央人民政府人民革命军事委员会副主席 中国共产党中央委员会代理主席 中共中央书记处书记 中华全国总工会名誉主席 | [ 人 3 ]                      |
| 3                               | 宋庆龄 （女） （1893—1981）              |                               | 广东文昌                      | 中国国民党革命委员会            |                               | 中国国民党革命委员会中央委员会名誉主席 中华全国民主妇女联合会名誉主席 中国人民救济总会执行委员会主席 世界和平理事会理事 中国人民保卫儿童全国委员会主席 亚洲及太平洋区域和平联络委员会主席                       | [ 人 4 ]                      |
| 4                               | 张澜 （1872—1955）                       |                               | 四川南充                      | 中国民主同盟                    |                               | 中苏友好协会总会副主席 中国人民政治协商会议全国委员会常务委员 中国民主同盟中央委员会主席 | [ 人 5 ]                      |
| 5                               | 李济深 （1885—1959）                     |                               | 广西苍梧                      | 中国国民党革命委员会 中国致公党 |                               | 中国人民政治协商会议全国委员会副主席 中国国民党革命委员会中央委员会主席 | [ 人 6 ]                      |
| 5                               | 李济深 （1885—1959）                     |                               | 广西苍梧                      | 中国国民党革命委员会 中国致公党 |                               | 中国人民政治协商会议全国委员会副主席 中国国民党革命委员会中央委员会主席 | [ 人 6 ]                      |
| 6                               | 高岗 （1905—1954）                       |                               | 陕西横山                      | 中国共产党                      |                               | 中央人民政府国家计划委员会主席 东北人民政府主席 东北行政委员会主席 中共中央东北局第一书记 | [ 人 7 ]                      |
| 中央人民政府委员会秘书长（1人） |                                          |                               |                               |                                 |                               | |                               |
| 1                               | 林伯渠 （1886—1960）                     |                               | 湖南临澧                      | 中国共产党                      |                               | | [ 人 8 ]                      |
| 中央人民政府委员会委员（56人）  |                                          |                               |                               |                                 |                               | |                               |
| 1                               | 陈毅 （1901—1972）                       |                               | 四川乐至                      | 中国共产党                      |                               | 中央人民政府人民革命军事委员会副主席 中共中央华东局第二书记 中国共产党上海市委员会第一书记 上海市人民政府市长                                                                                                   | [ 人 9 ]                      |
| 2                               | 贺龙 （1896—1969）                       |                               | 湖南桑植                      | 中国共产党                      |                               | 中央人民政府体育运动委员会主任 中央人民政府劳动工资委员会主任 中央人民政府人民革命军事委员会副主席 西南行政委员会副主席 中共中央西南局第三书记                                                                  | [ 人 10 ]                     |
| 3                               | 李立三 （1899—1967）                     |                               | 湖南醴陵                      | 中国共产党                      |                               | 中央人民政府政务委员 中央人民政府劳动部部长 | [ 人 11 ]                     |
| 4                               | 林伯渠 （1886—1960）                     |                               | 参见此处                      | 参见此处                        | 参见此处                      | 参见此处 | 参见此处                      |
| 5                               | 叶剑英 （1897—1986）                     |                               | 广东梅县                      | 中国共产党                      |                               | 中共中央中南局代理书记 中国共产党广东省委员会第一书记 广东省人民政府主席 广州市人民政府市长 广东省各界人民代表大会协商委员会主席                                                                                | [ 人 12 ]                     |
| 6                               | 何香凝 （女） （1879—1972）              |                               | 广东南海                      | 中国国民党革命委员会            |                               | 中央人民政府华侨事务委员会主任 中华全国妇女联合会名誉主席 中国国民党革命委员会中央委员会副主席 | [ 人 13 ]                     |
| 7                               | 林彪 （1907—1971）                       |                               | 湖北黄冈                      | 中国共产党                      |                               | 中央人民政府人民革命军事委员会副主席 中共中央华中局第一书记 中共中央中南局第一书记 | [ 人 14 ]                     |
| 8                               | 刘伯承 （1892—1986）                     |                               | 四川开县                      | 中国共产党                      |                               | 中国人民解放军军事学院院长 中国人民解放军军事学院政治委员 | [ 人 15 ]                     |
| 10                              | 吴玉章 （1878—1966）                     |                               | 四川荣县                      | 中国共产党                      |                               | 中国文字改革研究委员会副主任 中国人民大学校长 中国教育工会主席 | [ 人 16 ]                     |
| 11                              | 徐向前 （1901—1990）                     |                               | 山西五台                      | 中国共产党                      |                               | 中国人民解放军总参谋长 中央人民政府兵工代表团团长 | [ 人 17 ]                     |
| 12                              | 彭真 （1902—1997）                       |                               | 山西曲沃                      | 中国共产党                      |                               | 政务院政治法律委员会副主任 中央政法小组组长 北京市人民政府市长 北京市各界人民代表大会协商委员会主席 中央政法干部学校校长                                                                                        | [ 人 18 ]                     |
| 13                              | 薄一波 （1908—2007）                     |                               | 山西定襄                      | 中国共产党                      |                               | 政务院财政经济委员会副主任 中央人民政府财政部部长 中央人民政府节约检查委员会主任 政务院全国编制委员会主任 中共中央华北局第一书记                                                                                | [ 人 19 ]                     |
| 14                              | 聂荣臻 （1899—1992）                     |                               | 四川江津                      | 中国共产党                      |                               | 中华人民共和国开国大典阅兵总指挥 中国人民解放军代理总参谋长 中央兵工委员会副主任 航空工业管理委员会主任 全军军衔实施委员会主任                                                                                  | [ 人 20 ]                     |
| 15                              | 周恩来 （1898—1976）                     |                               | 江苏淮安                      | 中国共产党                      |                               | 中央人民政府政务院总理 中央人民政府外交部部长 中国人民政治协商会议全国委员会副主席 | [ 人 21 ]                     |
| 16                              | 董必武 （1886—1975）                     |                               | 湖北红安                      | 中国共产党                      |                               | 中央人民政府政务院副总理 政务院政治法律委员会主任 | [ 人 22 ]                     |
| 17                              | 赛福鼎·艾则孜 （维吾尔族） （1915—2003） |                               | 新疆阿图什                    | 中国共产党                      |                               | 中央人民政府民族事务委员会副主任 新疆省人民政府副主席 中国人民解放军新疆军区副司令员 中苏友好协会副会长 中国巴基斯坦友好协会会长                                                                                | [ 人 23 ]                     |
| 18                              | 饶漱石 （1903—1975）                     |                               | 江西临川                      | 中国共产党                      |                               | 中共中央华东局第一书记 中国共产党上海市委员会第一书记 中共中央组织部部长 华东行政委员会主席 | [ 人 24 ]                     |
| 19                              | 陈嘉庚 （1874—1961）                     |                               | 福建同安                      | 无党派民主人士                  |                               | 华东行政委员会副主席 | [ 人 25 ]                     |
| 20                              | 罗荣桓 （1902—1963）                     |                               | 湖南衡东                      | 中国共产党                      |                               | 中央人民政府最高人民检察署检察长 中国人民解放军总政治部主任 中国人民解放军总干部管理部部长 | [ 人 26 ]                     |
| 21                              | 邓子恢 （1896—1972）                     |                               | 福建龙岩                      | 中国共产党                      |                               | 中南行政委员会副主席 中共中央华中局第三书记 中共中央农村工作部部长 | [ 人 27 ]                     |
| 22                              | 乌兰夫 （蒙古族） （1906—1988）          |                               | 内蒙古土左旗                  | 中国共产党                      |                               | 中央人民政府政务委员 中共中央内蒙古分局书记 内蒙古自治政府主席 内蒙古自治区人民政府主席 绥远省人民政府主席 中国人民解放军内蒙古军区司令员 中国人民解放军内蒙古军区政治委员 中央民族学院院长                     | [ 人 28 ]                     |
| 23                              | 徐特立 （1877—1968）                     |                               | 湖南长沙                      | 中国共产党                      |                               | 中共中央宣传部副部长 | [ 人 29 ]                     |
| 24                              | 蔡畅 （女） （1900—1990）                |                               | 湖南双峰                      | 中国共产党                      |                               | 中华全国妇女联合会主席 国际民主妇女联合会副主席 | [ 人 30 ]                     |
| 25                              | 刘格平 （回族） （1904—1992）            |                               | 河北孟村                      | 中国共产党                      |                               | 中央人民政府民族事务委员会副主任 中共中央统一战线工作部副部长 中央民族学院第一副院长 | [ 人 31 ]                     |
| 26                              | 马寅初 （1882—1982）                     |                               | 浙江嵊州                      | 无党派民主人士                  |                               | 政务院财政经济委员会副主任 浙江大学校长 北京大学校长 | [ 人 32 ]                     |
| 27                              | 陈云 （1905—1995）                       |                               | 上海青浦                      | 中国共产党                      |                               | 中央人民政府政务院副总理 政务院财政经济委员会主任 中央人民政府重工业部部长 中共中央书记处书记 中央编制五年计划纲要草案八人工作小组组长 中华全国总工会主席                                                       | [ 人 33 ]                     |
| 28                              | 康生 （1898—1975）                       |                               | 山东诸城                      | 中国共产党                      |                               | 中共中央华东局副书记 中国共产党山东省委员会书记 山东省人民政府主席 | [ 人 34 ]                     |
| 29                              | 林枫 （1906—1977）                       |                               | 黑龙江望奎                    | 中国共产党                      |                               | 东北人民政府副主席 | [ 人 35 ]                     |
| 30                              | 马叙伦 （1885—1970）                     |                               | 浙江余杭                      | 中国民主促进会                  |                               | 中央人民政府政务委员 政务院文化教育委员会副主任 中央人民政府教育部部长 中央人民政府高等教育部部长 中国文字改革研究委员会主任                                                                                    | [ 人 36 ]                     |
| 31                              | 郭沫若 （1892—1978）                     |                               | 四川乐山                      | 无党派民主人士                  |                               | 中央人民政府政务院副总理 政务院文化教育委员会主任 中国人民政治协商会议全国委员会副主席 中国科学院院长 学术名词统一工作委员会主任 中国文学艺术界联合会主席 中国民间文艺研究会理事长 中国人民保卫世界和平大会主席 | [ 人 37 ]                     |
| 32                              | 张云逸 （1892—1974）                     |                               | 广东文昌                      | 中国共产党                      |                               | 中共中央华南分局第二书记 中国共产党广西省委员会书记 中南行政委员会副主席 广西省人民政府主席 中国人民解放军广西军区司令员 广西人民革命大学校长                                                                   | [ 人 38 ]                     |
| 33                              | 邓小平 （1904—1997）                     |                               | 四川广安                      | 中国共产党                      |                               | 中央人民政府政务院副总理 政务院财政经济委员会副主任 中央人民政府财政部部长 政务院交通办公室主任 中共中央秘书长 中共中央组织部部长 中共中央西南局第一书记                                                        | [ 人 39 ]                     |
| 34                              | 高崇民 （1891—1971）                     |                               | 辽宁开原                      | 中国民主同盟                    |                               | 东北人民政府副主席 东北行政委员会副主席 | [ 人 40 ]                     |
| 35                              | 沈钧儒 （1875—1963）                     |                               | 浙江嘉兴                      | 中国民主同盟                    |                               | 中央人民政府最高人民法院院长 中国人民政治协商会议全国委员会副主席 中国民主同盟中央委员会第一副主席 | [ 人 41 ]                     |
| 36                              | 沈雁冰 （1896—1981）                     |                               | 浙江桐乡                      | 无党派民主人士                  |                               | 中央人民政府文化部部长 中华全国文学工作者协会主席 中华全国文学艺术工作者联合会副主席 | [ 人 42 ]                     |
| 37                              | 陈叔通 （1876—1966）                     |                               | 浙江杭州                      | 无党派民主人士                  |                               | 中国人民政治协商会议全国委员会副主席 中华全国工商业联合会主任委员 中国人民保卫世界和平委员会副主席 | [ 人 43 ]                     |
| 38                              | 司徒美堂 （1868—1955）                   |                               | 广东开平                      | 中国致公党                      |                               | | [ 人 44 ]                     |
| 39                              | 李锡九 （1872—1952）                     |                               | 河北安平                      | 中国国民党革命委员会            |                               | 河北省人民政府副主席 | [ 人 45 ]                     |
| 40                              | 黄炎培 （1878—1965）                     |                               | 上海川沙                      | 中国民主建国会                  |                               | 中央人民政府政务院副总理 中央人民政府轻工业部部长 中国民主建国会中央委员会主任委员 | [ 人 46 ]                     |
| 41                              | 蔡廷锴 （1892—1968）                     |                               | 广东罗定                      | 中国国民党民主促进会            |                               | | [ 人 47 ]                     |
| 42                              | 习仲勋 （1913—2002）                     |                               | 陕西富平                      | 中国共产党                      |                               | 中央人民政府政务院秘书长 政务院文化教育委员会副主任 中共中央宣传部部长 中共中央西北局第二书记 西北行政委员会副主席                                                                                              | [ 人 48 ]                     |
| 43                              | 彭泽民 （1877—1956）                     |                               | 广东四会                      | 中国农工民主党                  |                               | 政务院政治法律委员会副主任 中华全国归国华侨联合会副主席 中国红十字会副会长 中国中医研究院名誉院长 | [ 人 49 ]                     |
| 44                              | 张治中 （1890—1969）                     |                               | 安徽巢县                      | 中国国民党革命委员会            |                               | 西北行政委员会副主席 | [ 人 50 ]                     |
| 45                              | 傅作义 （1895—1974）                     |                               | 山西临猗                      | 无党派民主人士                  |                               | 中央人民政府水利部部长 绥远军政委员会主席 中国人民解放军绥远省军区司令员 | [ 人 51 ]                     |
| 46                              | 李烛尘 （土家族） （1881—1968）          |                               | 湖南永顺                      | 中国民主建国会                  |                               | 中央人民政府轻工业部部长 中央人民政府食品工业部部长 华北行政委员会副主席 中国民主建国会中央委员会副主任委员 中华全国工商业联合会副主任委员 天津市工商业联合会主任委员                                           | [ 人 52 ]                     |
| 47                              | 李章达 （1890—1953）                     |                               | 广东东莞                      | 中国人民救国会                  |                               | 广东省人民政府副主席 广州市人民政府副市长 广东省各界人民代表会议协商委员会副主席 广州市各界人民代表会议协商委员会副主席                                                                                         | [ 人 53 ]                     |
| 48                              | 章伯钧 （1895—1969）                     |                               | 安徽桐城                      | 中国农工民主党                  |                               | 中央人民政府政务委员 中央人民政府交通部部长 中国农工民主党中央委员会主席 光明日报社社长 | [ 人 54 ]                     |
| 49                              | 程潜 （1882—1968）                       |                               | 湖南醴陵                      | 中国国民党革命委员会            |                               | 中央人民政府人民革命军事委员会副主席 湖南省人民政府主席 中国国民党革命委员会中央委员会副主席 | [ 人 55 ]                     |
| 50                              | 张奚若 （1889—1973）                     |                               | 陕西大荔                      | 无党派民主人士                  |                               | 政务院政治法律委员会副主任 中央人民政府教育部部长 中国人民外交学会会长 | [ 人 56 ]                     |
| 51                              | 陈铭枢 （1889—1965）                     |                               | 广西合浦                      | 三民主义同志联合会              |                               | 中南行政委员会副主席 | [ 人 57 ]                     |
| 52                              | 谭平山 （1886—1956）                     |                               | 广东高明                      | 三民主义同志联合会              |                               | 中央人民政府政务委员 政务院人民监察委员会主任 | [ 人 58 ]                     |
| 53                              | 张难先 （1874—1968）                     |                               | 湖北仙桃                      | 无党派民主人士                  |                               | | [ 人 59 ]                     |
| 54                              | 柳亚子 （1887—1958）                     |                               | 江苏吴江                      | 中国国民党革命委员会            |                               | 华东行政委员会副主席 中央文史馆副馆长 | [ 人 60 ]                     |
| 55                              | 张东荪 （1886—1973）                     |                               | 浙江杭州                      | 中国民主同盟                    |                               | 清华大学代理校长 | [ 人 61 ]                     |
| 56                              | 龙云 （1884—1962）                       |                               | 云南昭通                      | 中国国民党革命委员会            |                               | 西南行政委员会副主席 | [ 人 62 ]                     |

### 历史
1. ↑   . 维基文库. 北京: 中国人民政治协商会议第一届全体会议. 1949-09-27.
2. ↑  冯乔. . 上观新闻. 2019-09-19  [2023-10-29]. （原始内容存档于2023-10-29）.
3. ↑  . 人民网. 2023-10-29  [2023-10-29]. （原始内容存档于2014-01-07）.
4. ↑  刘政. . 全国人民代表大会. 2004-02-12  [2023-10-29]. （原始内容存档于2023-10-29）.
5. ↑  . 人民日报 (北京). 1949-10-01: 1  [2023-10-30]. （原始内容存档于2023-10-30）.

### 人物
1. ↑  王树人. . 党史博采（纪实） (石家庄). 2013, (12): 35–38. ISSN 1006-8031.
2. ↑  王树人. . 党史博采（上） (石家庄). 2021, (12): 20–25. ISSN 1006-8031.
3. ↑  . 人民网. 2009-12-08  [2023-10-30]. （原始内容存档于2023-10-30）.
4. ↑  . 中国国民党革命委员会四平市委员会. 2011-10-01  [2023-10-30]. （原始内容存档于2023-10-30）.
5. ↑  . 张澜纪念馆. 2016-04-02  [2023-10-30]. （原始内容存档于2023-10-30）.
6. ↑  . 中国人民政治协商会议全国委员会. 2011-09-28  [2023-10-30]. （原始内容存档于2023-10-30）.
7. ↑  . 中华人民共和国中央人民政府门户网站. 2008-10-16  [2023-10-30]. （原始内容存档于2023-08-10）.
8. ↑  . 中共常德市委党史研究室. 2022-03-28  [2023-10-30]. （原始内容存档于2023-10-30）.
9. ↑  王树人. . 党史博采（上） (石家庄). 2021, (8): 24–29. ISSN 1006-8031.
10. ↑  刘树发; 王小平. . 陕甘宁边区红色记忆多媒体资源库. 2017-07-19  [2023-10-30]. （原始内容存档于2022-07-07）.
11. ↑  . 人民网. 2019-11-19  [2023-10-30]. （原始内容存档于2023-10-30）.
12. ↑  . 人民网. 1986-10-30  [2023-10-30]. （原始内容存档于2013-05-18）.
13. ↑  . 中华人民共和国中央人民政府门户网站. 2008-10-28  [2023-10-30]. （原始内容存档于2023-10-30）.
14. ↑  . 中国中央电视台. 2002-08-01  [2023-10-30]. （原始内容存档于2023-10-30）.
15. ↑  . 开州之窗. 2022-12-17  [2023-10-31]. （原始内容存档于2023-10-31）.
16. ↑  . 中国人民大学. 2023-10-31  [2023-10-31]. （原始内容存档于2023-10-31）.
17. ↑  王树人. . 党史博采（上） (石家庄). 2021, (11): 13–17. ISSN 1006-8031.
18. ↑  . 共产党员网. 2012-06-25  [2023-10-31]. （原始内容存档于2023-10-31）.
19. ↑  . 人民网. 2013-02-26  [2023-10-31]. （原始内容存档于2023-10-31）.
20. ↑  王树人. . 党史博采（上） (石家庄). 2019, (12): 23–27. ISSN 1006-8031.
21. ↑  . 人民网. 2017-02-09  [2023-10-31]. （原始内容存档于2023-10-31）.
22. ↑  . 重庆统一战线. 2021-09-24  [2023-10-31].[]
23. ↑  . 人民政协网. 2014-09-17  [2023-10-31]. （原始内容存档于2023-10-31）.
24. ↑  . 抚州史志网. 2019-08-22  [2023-10-31].[]
25. ↑  . 福建省人民政府侨务办公室. 2014-11-03  [2023-10-31].
26. ↑  王树人. . 党史博采（上） (石家庄). 2022, (11): 16–21. ISSN 1006-8031.
27. ↑  . 中华人民共和国中央人民政府门户网站. 2008-11-04  [2023-10-31]. （原始内容存档于2023-10-31）.
28. ↑  . 乌兰夫纪念馆. 2023-10-31  [2023-10-31]. （原始内容存档于2023-10-31）.
29. ↑  . 长沙师范学院徐特立研究中心. 2023-10-31  [2023-10-31]. （原始内容存档于2023-11-05）.
30. ↑  . 长沙市周南中学. 2011-12-22  [2023-10-31].[]
31. ↑  《宁夏百科全书》编纂委员会 (编). . 银川: 宁夏人民出版社. 1998-09: 868. ISBN 7-227-01647-1.
32. ↑  . 上海财经大学. 2023-10-31  [2023-10-31]. （原始内容存档于2022-01-01）.
33. ↑  王树人. . 党史博采（上） (石家庄). 2022, (6): 15–20. ISSN 1006-8031.
34. ↑  . 中国人民政治协商会议全国委员会. 2011-09-28  [2023-10-31]. （原始内容存档于2019-09-10）.
35. ↑  . 人民网. 2013-02-25  [2023-10-31]. （原始内容存档于2022-10-21）.
36. ↑  . 人民政协网. 2014-09-17  [2023-10-31]. （原始内容存档于2023-10-31）.
37. ↑  . 重庆统一战线. 2021-09-24  [2023-10-31].[]
38. ↑  王树人. . 党史博采（上） (石家庄). 2022, (8): 39–43. ISSN 1006-8031.
39. ↑  王树人. . 党史博览 (石家庄). 2014, (8): 24–27  [2023-10-31]. ISSN 1005-1686. （原始内容存档于2022-07-12）.
40. ↑  . 铁岭市档案和党史文献中心. 2021-11-16  [2023-10-31]. （原始内容存档于2023-10-31）.
41. ↑  . 中国民主同盟陕西省委员会. 2022-04-15  [2023-10-31].[]
42. ↑  . 中国茅盾研究会. 2013-02-18  [2023-10-31]. （原始内容存档于2023-10-31）.
43. ↑  . 中国人民政治协商会议全国委员会. 2011-09-28  [2023-11-01]. （原始内容存档于2019-09-11）.
44. ↑  郭绪印. . 同舟共进 (广州). 2009, (5): 50–53  [2023-11-01]. ISSN 1006-3811. （原始内容存档于2023-11-01）.
45. ↑  . 安平县人民政府. 2022-12-05  [2023-11-01]. （原始内容存档于2023-11-01）.
46. ↑  . 中国人民政治协商会议全国委员会. 2011-09-28  [2023-11-01]. （原始内容存档于2019-09-12）.
47. ↑  . 求是. 2019-09-08  [2023-11-01]. （原始内容存档于2023-11-01）.
48. ↑  . 共产党员网. 2013-10-12  [2023-11-01]. （原始内容存档于2023-11-01）.
49. ↑  . 四会市人民政府. 2018-11-09  [2023-11-01]. （原始内容存档于2023-05-10）.
50. ↑  . 人民网. 2013-02-25  [2023-11-01]. （原始内容存档于2023-11-01）.
51. ↑  . 中华人民共和国中央人民政府门户网站. 2008-12-16  [2023-11-01]. （原始内容存档于2023-11-01）.
52. ↑  . 人民政协网. 2014-09-17  [2023-11-01]. （原始内容存档于2023-11-01）.
53. ↑  . 孙中山大元帅府纪念馆. 2023-11-01  [2023-11-01]. （原始内容存档于2023-11-01）.
54. ↑  . 中国人民政治协商会议全国委员会. 2011-09-28  [2023-11-01]. （原始内容存档于2023-11-01）.
55. ↑  . 中华人民共和国中央人民政府门户网站. 2008-11-21  [2023-11-03]. （原始内容存档于2023-11-03）.
56. ↑  . 重庆统一战线. 2021-09-24  [2023-11-03].[]
57. ↑  . 北海市人民政府. 2022-02-15  [2023-11-03].[]
58. ↑  . 共产党员网. 2012-06-12  [2023-11-03]. （原始内容存档于2023-11-04）.
59. ↑  . 团结网. 2021-01-06  [2023-11-03].[]
60. ↑  . 中国作家网. 2023-11-04  [2023-11-04]. （原始内容存档于2023-11-04）.
61. ↑  . 中国作家网. 2005-07-21  [2023-11-04]. （原始内容存档于2006-04-21）.
62. ↑  . 昭阳区文学艺术界联合会. 2017-02-13  [2023-11-04].